# دریاچه دود چاغان
دریاچه دود چاغان (به لاتین: Dood Tsagaan Lake) یک دریاچه در مغولستان است که در دره دارخاد واقع شده‌است.